# 칠곡세계인형음악극축제
칠곡세계인형음악극축제는 경상북도 칠곡군에서 개최하는 지역 축전이다.

## 연혁
2012년
- 기간 : 2012. 5. 3(목) ～ 5. 6(일)
- 장소 : 칠곡군 교육문화회관 일원, 도서관
- 내용 : 개막식, 인형음악극 공연, 부대행사
- 주최 : 칠곡군
- 주관 : 대구예술대학교 문화예술연구소
- 후원 : 경상북도, 블루닷

2013년
- 기간 : 2013. 7. 19(금) ～ 7. 23(화)
- 장소 : 칠곡군 교육문화회관
- 내용 : 개막식, 인형음악극 공연, 부대행사
- 주최 : 칠곡군
- 주관 : 대구예술대학교 문화예술연구소
- 후원 : 경상북도